# Consejo de la Escuela Nueva Unificada
El Consejo de la Escuela Nueva Unificada (o en catalán Consell de l'Escola Nova Unificada, CENU) fue una entidad pública dependiente de la Generalidad de Cataluña durante la Guerra civil española, responsable del sistema educativo catalán desde las escuelas hasta la investigación universitaria. El CENU dobló el número de centros y plazas escolares en todo Cataluña, suprimió los castigos físicos a los alumnos, introdujo las bellas artes y la música, y consiguió la plena escolarización de todos los niños en catalán por primera vez en la historia. Creada en 1936 para hacerse cargo de la educación escolar de Cataluña.

## Historia
La mayoría de los educadores relacionados con el anarquismo tenían como referencia la figura del pedagogo Francisco Ferrer Guardia. Este había sido ejecutado como cabeza de turco ante la insurrección conocida como la Semana Trágica, en 1909. A raíz de su influencia en la educación, creando la llamada Escuela Moderna, se habían creado numerosas escuelas racionalistas por todo el país. Especialmente en Cataluña, la educación de tipo racionalista tenía muchos apoyos en el movimiento obrero. Juan Puig Elías, que sería el consejero de educación del Comité Central de Milicias Antifascistas, el gobierno que se crea en aquellos días, provenía de esta tradición.
Pero el espíritu que impulsa a este Consejo educativo (el CENU) será el de la unidad antifascista. Era este espíritu de unidad lo que había hecho crear el propio CCMA o el Consejo de Economía, que poco a poco se encargaría de fomentar las colectividades industriales y la socialización de la economía. El Comité ejecutivo estaría presidido por el ya nombrado Joan Puig Elias.
El 27 de julio de 1936, se constituye el Consejo de la Escuela Nueva Unificada. El Decreto de creación afirma su voluntad de suprimir la escuela confesional (en manos de la Iglesia), a la que se acusa de ser el tipo de sistema educativo que ha provocado el golpe militar. Creen en una escuela nueva que impulse los principios racionalistas y la solidaridad. Además de estas intenciones, los anarquistas -a cargo de esta consejería- se daban cuenta de que no tenían suficientes maestros ni infraestructura suficiente para ofrecer una enseñanza basada en las ideas libertarias. Por lo tanto tendrían que entenderse con los republicanos, los catalanistas y los socialistas. Puig Elias defendió este análisis ante los anarquistas, que defendían, al menos, intentar la enseñanza libertaria. Debido a esto recibió rápidamente el apoyo de la FETE (la federación educativa de la central sindical UGT) y del Gobierno de la Generalidad.
Lo primero que hicieron (estaban en el mes de agosto, en plenas vacaciones escolares) fue analizar las necesidades y saber con qué se contaba. Se estimaron unas 157.000 plazas escolares a cubrir. Según Ramón Navarro, durante el primer año, prácticamente se cubrieron. Pero debido a la guerra, habían marchado a los frentes muchos maestros, y entre esto y debido al incremento de alumnos se necesitaban otros 3.000 maestros nuevos. Para el curso 1936-1937 se habilitaron 2.000, pero aun así se completaron las plazas con gente que no tenía la correspondiente titulación.

## Ideario y críticas
El CENU fue un organismo netamente antifascista. Por ello se llevaron a cabo depuraciones ideológicas en varias ocasiones, retirando del puesto a maestros de derechas o católicos. Estas depuraciones provocaron las protestas del ministro Manuel de Irujo (del PNV), desde el Gobierno central.
El control ideológico del profesorado, sin embargo, se acentuará una vez que los anarquistas pierdan la dirección del CENU. En junio de 1937, los requisitos para ser maestro aumentan. Quedan excluidas todas aquellas personas que sean sospechosas de no ser lo suficientemente "afines políticamente".
Pero Puig Elias provenía de un ambiente libertario. Entiende la educación como herramienta para conseguir una sociedad armónica y pacífica. Afirma que la escuela:

no quiere hacer del niño un elemento de combate contra nada ni nadie, contra hombres o tendencias. El niño no es un medio, sino un principio y un fin. No aspira a dominarlo ni a utilizarlo al servicio de una idea, de un partido, de un hombre o de un régimen. El niño es como Dios, principio y fin. Su alma ha de ser respetada íntegramente para que de a la vida la plenitud de su contenido, sin coacciones, sin deformaciones.

[...]si cada uno de nosotros está convencido de la bondad y superioridad de sus ideales, entonces no tenemos necesidad de deformar el alma del niño moldeándola a nuestro gusto y según nuestro criterio particular. Si tenemos confianza en que el desarrollo integral de todas y cada una de las facultades del niño se ha de lograr como corolario al desenvolvimiento integral que es la meta, no podemos sentir la necesidad de dar al niño unas ideas hechas y que sean para él como una coraza que le impida abrir nuevos horizontes. Solamente los hombres que están convencidos de la falsedad de sus ideales necesitan deformar el alma natural del niño cuando todavía es tierno
Joan Puig Elias

Esto lo estaba diciendo en medio de una terrible guerra civil. A pesar de los odios vividos el texto hablaba de la neutralidad de la educación: "si los católicos querían hacer católicos y los socialistas, socialistas, los anarquistas no quieren hacer anarquistas, lo que nos proponemos es hacer hombres". La educación anarquista estaba impregnada de este posicionamiento naturalista sobre la bondad natural de los niños.
Esta defensa de la neutralidad ideológica de la educación no era compartida por la FETE-UGT. Los ugetistas defendían una educación adoctrinadora para instaurar un nuevo orden revolucionario. Se pretendía inculcar los ideales republicanos para así descartar cualquier "desvío fascista" del alumno.
Pero Puig Elias también tuvo que justificarse ante los maestros anarquistas. Estos llegaron a ver el CENU como una "desviación" de los principios anarquistas, ya que estaba a disposición del Estado y del patriotismo. Para el sector opuesto al CENU, éste se encontraba demasiado cerca de las políticas socialistas. Este sector estaba formado, sobre todo, por la Federación Regional de Escuelas Racionalistas y por las Juventudes Libertarias. El hermano de Joan, Josep Puig, responderá a estas acusaciones diciendo que el CENU ponía en práctica con hechos y no con afirmaciones vagas el programa aprobado en el Congreso de Zaragoza de la CNT, realizado en mayo de 1936.